# 龙科布里安蒂诺
龙科布里安蒂诺（義大利語：Ronco Briantino）是意大利蒙扎和布里安扎省的一个市镇。总面积3平方公里，人口3405人，人口密度1135.0人/平方公里（2009年）。ISTAT代码为015187。